# Al-wala' wal-bara'
En islam, Al-wala' wal-bara' (arabe : الولاء و البراء) est une expression arabe signifiant « allégeance (loyauté) et désaveu ». Il se réfère à un principe méthodologique qui stipule que les musulmans devraient rester loyaux seulement envers leurs coreligionnaires et désavouer les non-musulmans (kuffār).
Ce principe fut introduit par les kharidjites, avant d’être repris par les chiites, sous la dénomination Tawalla & Tabarra pour faire partie des auxilaires de la foi (furūʿ ad-dīn, arabe : فروع الدين).
Ce principe fut critiqué par le fondateur de l'école hanbalite, Ahmad ibn Hanbal, comme une innovation blâmable (bid'ah).

## Étymologie et signification
En islam, d'un point de vue strictement théologique, le terme arabe Al-wala (arabe : الولاء) renvoie à l'alliance, à la loyauté qui est due à Allah, à son Prophète, à son Livre, à l'islam et aux autres musulmans de manière générale. Cette alliance est connotée par l'idée de protection, le verbe Waliya (arabe : وَلِيَ) voulant dire "protéger".
Le terme arabe Al-bara (arabe : البراء) transcrit l'idée de désaveu, de déni, de rejet de tout ce qui n'est pas islamique, qu'il s'agisse de paroles, de pratiques, d'attitudes ou d'individus.

## Histoire
La première occurrence de ce concept remonte au deuxième siècle du calendrier hégirien, où il apparaît dans un recueil de ahadith et de fatawa de l'imam ibadite Ar-Rabi ibn Habib al-Azdi (ar) (mort en 791 / 175 AH). Cette notion sera exploitée par Abou Obeida (de) (mort en 767 / 150 AH), l'imam ibadite de Bassorah, qui cherche alors à identifier les critères d'appartenance à la communauté ibadite. Au rigorisme moral des premiers ibadites, va donc s'ajouter un positionnement exclusiviste, fermé et intransigeant. Dans ce contexte, appartenir au groupe signifie rejeter tout ce qui est différent de lui. Al-wala' wal-bara' est dès lors conçu comme un principe unificateur et séparateur, isolant le groupe, l'uniformisant et le préservant de toute perméabilité à ce qui lui est étranger. Dans les faits, le caractère indissociable d'Al-wala et d'Al-bara s'exprime jusque dans les liens familiaux puisque Abou Obeida ira jusqu'à renier un de ses confrères ibadites qui avait eu le malheur de marier sa fille à un non-ibadite. À l'époque, il y a une volonté de se différencier des mécréants, mais aussi des sunnites, qui constituent le groupe majoritaire, de peur que ces derniers ne subjuguent la communauté ibadite naissante.

### Sunnisme
Les juristes (fouqaha) sunnites n'utilisent généralement pas la terminologie Al-wala' wal-bara' et lui préfèrent celles d'« al-houbb fillah wal-boughd fillah » (arabe : الحب في الله والبغض في الله) et de « mouwalat al-mou'minine wa bara'ate min al-kafirine » (arabe : موالاة المؤمنين والبراءة من الكافرين). Ces deux expressions pourraient se traduire respectivement par : « Aimer pour l'amour de Dieu et haïr pour l'amour de Dieu » et « Fidélité aux croyants et désaveu des incroyants ». 
Ibn Taymiyya, à qui on impute parfois l'introduction d'al-wala' wal-bara' dans le sunnisme, n'a en réalité jamais utilisé cette terminologie et considérait le concept derrière comme un simple outil pour ne pas corrompre sa foi et réaffirmer la distinction entre musulmans et mécréants dans un contexte troublé, à l'inverse des wahhabites qui s'en serviront avant tout pour excommunier des musulmans,. 

### Wahhabisme
Le concept se formalise dans la doctrine wahhabite par le petit-fils du fondateur du wahhabisme, Mohammed ben Abdelwahhab, Sulayman ibn ‘Abdallah Al al-Shaykh (1786–1818), comme un outil (takfîr) permettant de considérer toute personne susceptible de loyauté vis-à-vis d'un non musulman (kafir) comme exclue de la communauté musulmane. Hamd ibn ‘Ali ibn ‘Atiq (mort en 1883) raffine le concept en déclarant qu'un musulman ne l'est pas s'il ne montre pas d'inimitié envers les non-musulmans (la base pour cela serait essentiellement le verset coranique 60:4).
Le al wala 'wal bara pénètre le salafisme vers la fin des années 1970, notamment sous l'impulsion du koweitien Abdul Rahman Abdul Khaliq Al-Yusuf (né en Égypte en 1939) qui diffuse ses thèses dans le journal koweitien « Al-Watan », et du saoudien Muhammad Ibn Saeed Ibn Saalim Al-Qahtani (né en 1956) qui publie dans les années 80 sa thèse de master intitulée « Al-Wala’ wal Bara’ selon les croyances des pieux anciens (salaf) ». Thèse dans laquelle il argüe notamment que le désaveu (bara) implique le djihad comme la seule voie permettant de séparer le parti de Dieu (hizb Allah) de celui de Satan (hizb Al-Shaytan).
Un autre auteur important pour le salafisme est le saoudien Salih Bin Fawzan Al-Fawzan (né en 1933), un membre des autorités religieuse saoudienne, lequel a fait la promotion d'une version plus quiétiste du al wala' wal bara' qui est devenu une pierre angulaire de la doctrine salafiste.

## Exemple
Un exemple d'application de ce concept est donné par Abd al-Aziz ibn Baz (1910-1999), grand mufti d'Arabie saoudite de 1993 jusqu'à sa mort, qui, s'appuyant sur les versets 60:4 et 5:51 du Coran, a appelé les musulmans à haïr les juifs, mais n'a rien trouvé à redire sur les politiques diplomatique et de coopération commerciale et militaire de l'Arabie saoudite avec Israël, car elle ne requiert pas de lien d'amitié ou de loyauté. Selon ce même principe, Saleh al-Fawzan, a appelé les musulmans des pays non musulmans à "ré-émigrer" en terre musulmane (cf. « hijra »), car résider dans un pays non musulman conduit à développer des liens de loyauté envers des incroyants (kuffār), ce principe ne s'appliquant pas aux relations commerciales.